# 重い電子系
重い電子系（おもいでんしけい、英: Heavy fermion）は、ランタノイドやアクチノイドの化合物において、金属的な電気伝導を示すにもかかわらず、電気伝導を担う電子の有効質量が、自由電子の質量の数百倍～千倍も「重く」なっていると考えられる一連の物質群のことであり、CeCu6, CeAl3, CeCu2Si2, YbAl3, UBe13, UPt3などが例示できる。
電子は周りの電子や磁場との相互作用により動きにくくなり、見かけ上の重さ（有効質量）が重くなる。すなわち有効質量の増大は電子間斥力の効果（電子相関）に由来するものであり、数百倍～千倍もの大きい有効質量は、ランタノイドイオンやアクチノイドイオンの持つ局在性の高いf電子間の強い斥力に起因するものと考えられている。このため、重い電子系は強相関電子系の重要な研究対象の一つとして、現在も盛んに研究されている。
有効質量が大きいこと自体も重要な研究対象であるが、それに加えて、重い電子系物質群の多様な物性が興味を惹いている。有効質量が大きいということは、電子については、遍歴性よりも局在性が強くなっていることを示している。電子の局在性が強まると、電子の持つスピンの自由度が顕れて来て、系は磁性を示すようになる。実際、重い電子系の中には、低温で磁気秩序を示すものがある。多くは反強磁性秩序であるが、強磁性秩序やその他の磁気秩序を示すものもある。重い電子系状態からこれらの磁気秩序状態への変化や、各々の状態の関係などが研究されている。また、電子間斥力が非常に強いにもかかわらず、クーパー対が形成されて超伝導を示す物質もあり、そのクーパー対の形成機構の解明も続けられている。重い電子系は高温超電導体に必要な特殊な磁場を作ることで知られている。他にも、低温で半導体的・絶縁体的な電気伝導を示す物質群もあり、重い電子系の中でも、特に、近藤半導体または近藤絶縁体、近藤半金属と呼ばれている。その例としてはCeRhSb, CeRhAs, CePtSn, CeNiSn, YbB12, SmB6, Ce3Bi4Pt3などがあげられる。

## 沿革
重い電子系の挙動としては、1975年にK. Andres、J. E. Graebner、およびH.R. Ottによって最初に発見されたが、CeAl3の線形比熱容量が膨大に大きい旨が観察された。ドープされた超伝導体を研究することにより、局所的な磁気モーメントと超伝導は両立しないという結論に至った。ところが、1979年にFrank Steglichグループは、CeCu2Si2は、重い電子系の超伝導である旨を発見した。

## 物性
重い電子系物質は、強相関電子系のグループに属する。
重い電子系物質のグループの要素のなかには、臨界温度以下で超伝導に相転移するが、この超伝導は従来の典型的な超伝導と異なって、BCS理論で説明できないとされている。
重い電子系化合物は、高温では通常の金属のように挙動し、電子はフェルミ気体として説明できる。この場合、電子は相互作用しないフェルミ粒子とみなされ、f電子とf電子との相互作用は無視できる。ちなみに、f電子間相互作用が磁気モーメントの局在性などの要因となる。
低温における重い電子系物質の特性は、レフ・ランダウのフェルミ液体論で説明することができる。フェルミ液体論では、電子は、量子数と電荷が電子と同一の準粒子として記述され、電子の相互作用は、自由電子の実際の質量とは異なる有効質量によって説明される。

### 量子臨界
局在モーメントと非局在化伝導電子との存在は、近藤効果（非磁性基底状態が有利となる）とRKKY相互作用（磁気秩序状態を生成する現象であるが、重い電子系では、通常、磁気秩序は反強磁性のことである）の競合を引き起こす。重い電子系反強磁性体のネール温度をゼロまで下げることにより（たとえば、圧力や磁場を加えることによって、または材料の組成を変えることによって）、量子相転移を誘発することができる。重い電子系物質では、そのような量子相転移が有限温度で非常に顕著な非フェルミ液体特性を生成できることが示された。このような量子臨界挙動は、非従来型超伝導の文脈で詳細に研究されている。

## 文献
1. ↑  Coleman, P. (2007-01-03). “Heavy Fermions: electrons at the edge of magnetism”. arXiv:cond-mat/0612006.
2. ↑  Laboratory, Brookhaven National. “First images of heavy electrons in action (w/ Video)” (英語). phys.org. 2021年12月14日閲覧。
3. ↑  Andres, K.; Graebner, J. E.; Ott, H. R. (1975-12-29). “$4f$-Virtual-Bound-State Formation in Ce${\mathrm{Al}}_{3}$ at Low Temperatures”. Physical Review Letters 35 (26):  1779–1782. doi:10.1103/PhysRevLett.35.1779.
4. ↑  Steglich, F.; Aarts, J.; Bredl, C. D.; Lieke, W.; Meschede, D.; Franz, W.; Schäfer, H. (1979-12-17). “Superconductivity in the Presence of Strong Pauli Paramagnetism: Ce${\mathrm{Cu}}_{2}$${\mathrm{Si}}_{2}$”. Physical Review Letters 43 (25):  1892–1896. doi:10.1103/PhysRevLett.43.1892.